# Авантуре Тома Бомбадила
Авантуре Тома Бомбадила (енгл. The Adventures of Tom Bombadil), такође преведене као Пустоловине Тома Бомбадила, збирка је песама Џ. Р. Р. Толкина из 1962. године. Књига садржи 16 песама, од којих две укључују Тома Бомбадила, лика са којим се Фродо Багинс сусрео у роману Господар прстенова. Остале песме представљају асортиман бестијарских стихова и бајковитих рима. Три песме се појављују и у Господару прстенова. Ова књига је део Толкиновог легендаријума о Средњој земљи.
Књига укључује песму „Морско звоно”, коју је В. Х. Оден сматрао најбољом Толкиновом песмом. Она представља дело метричке и ритмичке сложености које препричава путовање у чудну земљу изван мора. Ослањајући се на средњовековну поезију „сновиђења” и ирске имрам песме, дело је изразито меланхолично, а последња нота је отуђење и разочарање.
Књигу је првобитно илустровала Полин Бејнс, а касније Роџер Гарланд. Књига, као и прво издање Дружине прстена, представљена је као да је стварни превод из Црвене књиге и садржи неке основне информације о свету Средње земље које се не могу наћи другде: нпр. назив куле у Дол Амроту и имена седам река Гондора. Постоје неке измишљене позадинске информације о тим песмама, које их повезују са хобитским фолклором и књижевношћу, као и са њиховим наводним писцима, у неким случајевима Семом Гемџијем.

## Историја објављивања
Авантуре Тома Бомбадила први пут су објављене као самостална књига 1962. године. У неким издањима, као што су Unwin Paperbacks издање (1975) и Песме и приче, погрешно се наводи да су први пут објављене годину дана раније. Толкинова писма потврђују да је 1962. тачна година. Почевши са Толкиновим читачем 1966. године, укључене су у антологије Толкинових краћих дела. Овај тренд се наставио и након његове смрти са Песмама и причама (1980) и Причама из опасних предела (1997). Године 2014. Кристина Скал и Вејн Г. Хамонд су уредили ново самостално издање, које за сваку песму укључује детаљан коментар, оригиналне верзије и њихове изворе.
Само једна од песама, „Бомбадил путује чамцем”, написана је специјално за књигу.
Седам песама из књиге укључено је на албум Толкинових поема и песама из 1967, Поеме и песме Средње земље. Шест чита Толкин; седма, „Лутање”, упарена је са музиком Доналда Свона.